# Saison 3 de Hung
Chronologie
Saison 2
Cet article présente le guide des épisodes de la troisième saison de la série télévisée américaine Hung.

## Épisode 1:Garde espoir en DétroitouMonté comme un cheval
- États-Unis : 2 octobre 2011 sur HBO

- États-Unis : 1,11 million de téléspectateurs[1] (première diffusion)

## Épisode 2:Prends le gâteau ou T'as du matos?
- États-Unis : 9 octobre 2011 sur HBO

- États-Unis : 1,01 million de téléspectateurs[2] (première diffusion)

## Épisode 3:Monsieur Drecker ou Molo sur le passage à tabac
- États-Unis : 16 octobre 2011 sur HBO

- États-Unis : 1,03 million de téléspectateurs[3] (première diffusion)

## Épisode 4:Baisez-moi Monsieur Drecker ou Evitons d'aller en prison
- États-Unis : 23 octobre 2011 sur HBO

- États-Unis : 1,04 million de téléspectateurs[4] (première diffusion)

## Épisode 5:On assure ou Virée nocturne
- États-Unis : 30 octobre 2011 sur HBO

- États-Unis : 1,12 million de téléspectateurs[5] (première diffusion)

## Épisode 6:Du fric qui tombe du ciel
- États-Unis : 6 novembre 2011 sur HBO

- États-Unis : 1,09 million de téléspectateurs[6] (première diffusion)

## Épisode 7:Ce qui se passe en bas ou Mangez pas Prince Charlie
- États-Unis : 13 novembre 2011 sur HBO

- États-Unis : 1,02 million de téléspectateurs[7] (première diffusion)

## Épisode 8:Moi, Sandee ou Ce sexe qui est multiple
- États-Unis : 20 novembre 2011 sur HBO

- États-Unis : 0,912 million de téléspectateurs[8] (première diffusion)

## Épisode 9:Un singe qui s'appelle Simien ou Ça va pas plaire à Frances
- États-Unis : 27 novembre 2011 sur HBO

- États-Unis : 0,97 million de téléspectateurs[9] (première diffusion)

## Épisode 10:Les bêtes à cornes
- États-Unis : 4 décembre 2011 sur HBO

- États-Unis : 0,93 million de téléspectateurs[10] (première diffusion)